# Oleg Babenco
Oleg Babenco (n. 25 iunie 1968, Rîbnița) este un politician, profesor și doctor în filozofie din Republica Moldova.

## Activitate profesională
Oleg Babenco a fost rector al Universității Slavone între anii 1997–2001 și apoi între 2005–2008.

## Activitate politică
Oleg Babenco a fost deputat în Parlamentul Republicii Moldova din 2009 până în 2014, ales pe listele Partidului Comuniștilor, iar în perioada 2001–2005 a fost viceministru al Educației.
A fost membru PCRM din 2003 până în 2012, când a părăsit partidul împreună cu Vadim Mișin și Tatiana Botnariuc. După cum afirma el, printre motivele care l-au făcut să plece din PCRM sunt: faptul că PCRM a renunțat la ideea ca limba rusă să devină limbă de stat în Republica Moldova și renunțarea la ideea ca Republica Moldova să adere la Uniunea Rusia-Belarus.
În a doua parte a lunii noiembrie 2014, Oleg Babenco a aderat la Partidul Democrat din Moldova, motivându-și decizia prin faptul că PD respectă minoritățile naționale și că este un partid promotor al „valorilor naționale și limbii moldovenești”. Cu toate acestea, la alegerile parlamentare din 30 noiembrie 2014 din Republica Moldova Babenco a candidat la funcția de deputat pe lista Partidului «Renaștere», fiind al treilea în listă, după Vasile Tarlev și Vadim Mișin.

## Viață personală
Oleg Babenco este căsătorit și are doi copii.. Oleg Babenco este de etnie ucraineană și vorbitor de limbă rusă. El este verișor de-al doilea cu liderul transnistrean Evgheni Șevciuc (tatăl său este verișor cu mama lui Șevciuc).

## Controverse
Pe 25 februarie 2015, Oleg Babenco a fost numit în funcția director al Biroului Relații Interetnice de către cabinetul Gaburici, iar după ce opinia publică și deputatul liberal Valeriu Munteanu s-au revoltat (Oleg Babenco a fost rector în perioada studiilor lui Gaburici, precum și pentru faptul unui scandal din 2011 de la aceeași instituție), a doua zi, pe 26 februarie Babenco și-a dat demisia din funcție, invocând motive personale.

## Lucrări scrise
1. Бабенко О.А. Гуманитарное образование в Молдове: проблема модернизации. Вестник Славянского университета. – Chișinău, 1999. Выпуск 1. – Стр.4-13.
2. Бабенко О.А. «Новые герои» конца XX века. Вестник Славянского университета. – Chișinău, 1999. – Выпуск 3. – Стр.4 – 10.
3. Бабенко О.А. Лики героя. Философско-культурологический анализ. – Chișinău, 1999. –83 стр.
4. Бабенко О.А. «Совершенствовать образование…». Педагогический вестник. – Chișinău, 2000. Выпуск 1. – Стр.6-10.
5. Бабенко О.А. «Светоч» светит детям разных народов. Педагогический вестник. – Chișinău, 2000. Выпуск 2. – Стр.5-11.
6. Бабенко О.А. «Мы не одиноки на славянском поле». Педагогический вестник. – Chișinău, 2001. Выпуск 3-4. – Стр.2-4.
7. Бабенко О.А. Дела давно минувших дней. – Chișinău, 2001. Выпуск 2. – Стр.93 – 96.
8. Бабенко О.А. Высшее образование в Республике Молдова. Сборник работ «Высшая школа стран СНГ». – Воронеж, 2001. – Стр.12-14.
9. Бабенко О.А. Герои в культуре посттрадиционного общества. Вестник Славянского университета. Выпуск 2. – Кишинев, 1999. – 10 стр.
10. Бабенко О.А. История средневекового города. – Chișinău, 1999. – 260 стр.
11. Бабенко О.А. Единство духовной традиции. Республиканский Центр истории, культуры и медицины стран Востока «Orient» - Университет востоковедения. – Chișinău, 2001. – Стр.35 – 40.
12. Бабенко О.А., Назария С., Удовенко Д.В. Россия в системе международных отношений на рубеже XX – XXI веков, 2005.
13. Бабенко О.А. Гуманитарное образование в Молдове: проблема модернизации. Вестник Славянского университета. – Chișinău, 1999. Выпуск 1. – Стр.4-13.
14. Бабенко О.А. «Новые герои» конца XX века. Вестник Славянского университета. – Chișinău, 1999. – Выпуск 3. – Стр.4 – 10.
15. Бабенко О.А. Лики героя. Философско-культурологический анализ. – Chișinău, 1999. –83 стр.
16. Бабенко О.А. «Совершенствовать образование…». Педагогический вестник. – Chișinău, 2000. Выпуск 1. – Стр.6-10.
17. Бабенко О.А. «Светоч» светит детям разных народов. Педагогический вестник. – Chișinău, 2000. Выпуск 2. – Стр.5-11.
18. Бабенко О.А. «Мы не одиноки на славянском поле». Педагогический вестник. – Chișinău, 2001. Выпуск 3-4. – Стр.2-4.
19. Бабенко О.А. Дела давно минувших дней. – Chișinău, 2001. Выпуск 2. – Стр.93 – 96.
20. Бабенко О.А. Высшее образование в Республике Молдова. Сборник работ «Высшая школа стран СНГ». – Воронеж, 2001. – Стр.12-14.
21. Бабенко О.А. Герои в культуре посттрадиционного общества. Вестник Славянского университета. Выпуск 2. – Кишинев, 1999. – 10 стр.
22. Бабенко О.А. История средневекового города. – Chișinău, 1999. – 260 стр.
23. Бабенко О.А. Единство духовной традиции. Республиканский Центр истории, культуры и медицины стран Востока «Orient» - Университет востоковедения. – Chișinău, 2001. – Стр.35 – 40.
24. Бабенко О.А., Назария С., Удовенко Д.В. Россия в системе международных отношений на рубеже XX – XXI веков.
25. Бабенко О.А. Качественное образование  - приоритет устойчивого развития. Сборник материалов по итогам научно-практической конференции и V московского международного совещания образовательных учреждений (Москва, апрель 2006 г.) – Moscova: Издательский дом «Этносфера», 2006. -238 с. (36-38)
26. Бабенко О.А. Язык укрепляет духовное родство людей.  Русский язык в диалоге культур. Сборник материалов по итогам Международного педагогического форума и II конференции Международного педагогического общества в поддержку русского языка (Москва, 4-5 октября 2006 года). – Moscova: Издательский дом «Этносфера», 2007.- 177с. (63-66)
27. Альбом «Памятники русской культуры и истории в Молдове». - Chișinău, 2009.
28. Альбом «Памятники славы на территории Молдовы 1941-1945». - Chișinău, 2010.